# Metalsteel
Metalsteel é uma banda de heavy metal da Eslovênia. Formada entre 1999 e 2000, a banda tem lançados, até o momento, uma demo e quatro álbuns[carece de fontes?] e  tornou-se conhecida tanto na Eslovénia como fora de suas fronteiras.

## História
A banda Metalsteel surgiu entre 1999 e 2000, em Medvode, na Eslovênia, com a proposta de executar heavy metal. Em 2000 o grupo estabilizou-se como um quarteto, tendo como guitarrista e vocalista Beny Kic, como baixista Matej Susnik, como baterista Jasa Bisjak e, como segundo guitarrista, Rok Tomsic. Uma das primeiras aparições do grupo aconteceu em um pequeno festival chamado School´s Out, em sua cidade natal. Não muito tempo depois, Alex Skofjanec assume o vocal e a banda passa a se apresentar em outros festivais pela Eslovênia. Em 3 de junho de 2001 o Metalsteel grava e lança de forma independente seu primeiro material, uma demo batizada com o mesmo nome da banda e contendo cinco músicas, sendo duas delas em esloveno e três em inglês.[carece de fontes?] O grupo passou a se apresentar em diversos clubes locais e outros festivais e, nos Estados Unidos, as revistas Metal Maniacs e Rockbottom chegaram a publicar resenhas sobre o trabalho do Metalsteel. Em 2002 a banda gravou uma canção chamada Novi Svet, que foi inclusa em uma compilação chamada Slovenian Metal Volume 1, trabalho que reunia músicas de algumas das melhores bandas de heavy metal da Eslovênia . Apesar do sucesso crescente do Metalsteel, pouco após o lançamento desta compilação, Jasa Bisjak deixou a banda devido a discordâncias quanto ao direcionamento musical. Ele foi substituído pela jovem Dasa Trampus, o que conferiu ao Metalsteel o diferencial de ser uma banda masculina a ter uma garota como baterista. Desde o início as letras do Metalsteel abordam como temática História, garotas e fatos da vida. O grupo produziu então seu primeiro videoclipe, para a música Novi Svet (algo que chama a atenção no vídeo é a pouca idade dos músicos) e rapidamente ganhou popularidade em seu país, particularmente passando a apresentar-se em encontros de motoqueiros.

### Usoda
Em 11 de novembro de 2003, o Metalsteel lança seu segundo álbum, intitulado Usoda, pela gravadora Play Records. O trabalho continha 13 faixas, sendo sete delas em esloveno e o restante em inglês. Um dos frutos colhidos pelo Metalsteel por ocasião do lançamento deste trabalho foi apresentar-se ao lado do Requiem, uma famoso grupo de heavy metal esloveno. Em 2004, o grupo grava seu segundo videoclipe, para a música Fobia, contida em seu primeiro álbum. O lançamento oficial do mesmo aconteceu em um concerto em um cinema em sua cidade natal. Embora a apresentação tenha sido gravada em formato para DVD, a mesma nunca foi lançada. Um momento particularmente memorável para o Metalsteel aconteceu quando a banda apresentou-se no famoso Metalcamp, um festival itinerante que percorre a Europa durante o verão. Nesta ocasião, o grupo apresentou-se com nomes de peso no heavy metal como Danzig, Hypocrisy e Destruction. Contudo, pouco depois o vocalista Alex deixou o Metalsteel devido aos seus interesses, que passaram a ser outros.

### Taste the Sin
Beny Kic volta a assumir o vocal, além de continuar a tocar guitarra e o Metalsteel então lança, em 1 de dezembro de 2005, de forma independente, seu segundo álbum. Chamado Taste the Sin, o trabalho continha dez faixas, sendo que apenas três delas eram em esloveno. O grupo então embarca em uma grande turnê, percorrendo toda a Eslovênia. Na ocasião, abriram shows da lendária banda alemã Helloween. Pela mesma época, a banda grava outros videoclipe, desta vez para a música Heavy Metal Is Our Religion, assinando um contrato com agravadora coreana Rock Stakk Records  e com a alemã Hellion Records , para facilitar a distribuição de seus trabalhos no Japão e na Alemanha. O Metalsteel também apresentou-se ao lado de outra lenda do heavy metal, a banda W.A.S.P..

### Bad in Bed
Em 2007, o Metalsteel lança seu terceiro álbum, que ganha o nome de Bad in Bed. O trabalho tinha dez músicas, sendo que apenas duas delas eram em esloveno e as demais em inglês. Ao longo das faixas o Metalsteel deixava óbvias, mais que nos trabalhos anteriores, como sua música era influenciada por grupos da NWOBHM, particularmente nomes como Iron Maiden, Saxon, Scorpions, Accept, Judas Priest e Diamond Head, sendo ainda as composições marcadas por mudanças abruptas de ritmo. No verão de 2009, pela primeira vez o Metalsteel apresenta-se no exterior, fazendo parte do festival Gitarijada, na Sérvia. Em agosto do mesmo ano, a banda apresentou-se com o vocalista James Rivera (integrante de bandas como Seven Witches, Helstar, Vicious Rumors e Flotsam and Jetsam, entre outros). O Metalsteel passou então a apresentar-se em diversos países pela Europa.

### Entertainment
Em 17 de dezembro de 2010 o Metalsteel lança mais um álbum, sendo este batizado como Entertainment, contendo dez músicas, todas cantadas em inglês Uma das músicas, chamada Let Me Be Your Guide, era cantada por James Rivera como convidado A banda iniciou então uma nova turnê , sendo inclusive confirmada como uma das atrações do famoso festival Metalmania, devendo apresentar-se no mesmo em agosto de 2011. O baixista do grupo, Matej Susnik, lançou ainda uma videoaula chamada The Ace of Bass 

## Integrantes
Atual
- Beni Kic - Guitarra (1999-presente), Vocais (1999-2001, 2005-presente)
- Rok Tomsic- Guitarra (1999-presente)
- Matej Susnik - Baixo (1999-presente)
- Dasa Trampus - Bateria (2002-presente)

Ex-Integrantes
- Alex - bateria (1999-2001),  vocal (2001-2005)
- Ziga Panjan -  vocal (2005)
- Jasa Bizjak -  bateria (2001-2002)

## Discografia
- Metalsteel 1 (Demo, 2001)
- Usoda (Álbum, 2003)
- Taste the Sin (Álbum, 2005)
- Bad in bed (Álbum, 2007)
- Entertainment (Álbum, 2010)